# Josep Antoni Llinàs i Carmona

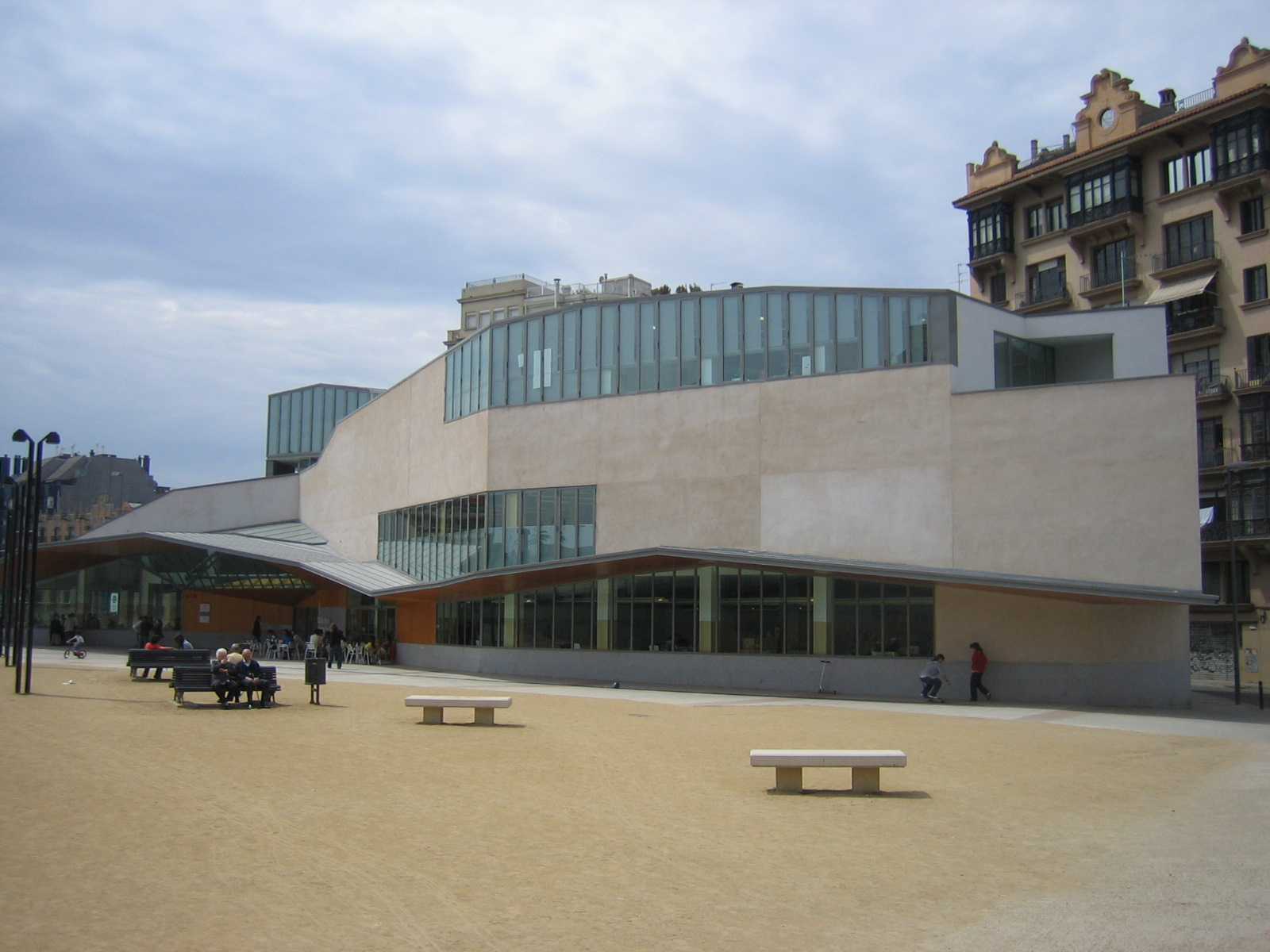
Biblioteca Jaume Fuster, Barcelona (2006)

Josep Antoni Llinàs i Carmona (Castelló de la Plana, País Valencià 1945) és un arquitecte i professor universitari valencià.

## Biografia
Va néixer el 1945 a la ciutat de Castelló de la Plana, població situada a la comarca valenciana de la Plana Alta. Va estudiar arquitectura a l'Escola Tècnica Superior d'Arquitectura de Barcelona depenent de la Universitat Politècnica de Catalunya (UPC). Posteriorment fou professor d'aquest centre, així com de l'Escola Tècnica Superior d'Arquitectura del Vallès i de la Universitat Ramon Llull.
Ha obtingut tres vegades el Premi FAD, l'any 1977 en la categoria d'interiorisme, el 1996 per la restauració del Teatre Metropol (Tarragona) i el 2006 per la realització de la Biblioteca Jaume Fuster a Barcelona. Així mateix l'any 1995 fou guardonat amb el Premi Ciutat de Barcelona d'arquitectura i el 2006 amb el Premi Nacional d'Arquitectura i Espai Públic concedit per la Generalitat de Catalunya per la realització de la Biblioteca Jaume Fuster.

## Obra seleccionada
- 1972: Edifici d'habitatges al barri del Carmel (Barcelona)
- 1977: Edifici d'habitatges a Berga
- 1985: CAP de Ripollet
- 1986: Biblioteca municipal de Vila-seca
- 1989: Biblioteca i departaments de l'Escola d'Enginyers de Camins de Barcelona
- 1995: Edifici d'habitatges al carrer del Carme 55 de Barcelona
- 1995: Edifici de Direcció de la Facultat d'Informàtica de Barcelona
- 1995: Reforma del Teatre Metropol (Tarragona)
- 1996: Ajuntament de Vila-seca
- 1996: Edifici d'aules i bar de la Facultat de Dret de la Universitat de Barcelona
- 1997: Biblioteca Central de Terrassa
- 2000: Torre del Far de Torredembarra
- 2001: Escola Pit-roig de Barcelona
- 2002: Biblioteca Vila de Gràcia de Barcelona
- 2003: Illa Fort Pienc de Barcelona
- 2004: Biblioteca de Can Ginestar de Sant Just Desvern
- 2006: Biblioteca Jaume Fuster de Barcelona
- 2009: Seu de l'Institut de Microcirurgia Ocular (IMO), a Barcelona.